# George Clinton (vicepresident)
George Clinton, född 26 juli 1739 i Little Britain, New York, död 20 april 1812 i Washington, D.C., var en amerikansk politiker (demokrat-republikan) och USA:s fjärde vicepresident.
George Clintons intresse för politiken härstammade från fadern Charles Clinton, invandrare från Irland, som var ledamot av New Yorks lagstiftande församling under kolonialtiden. George Clinton var bror till general James Clinton och farbror till guvernör DeWitt Clinton.
George Clinton valdes till kontinentala kongressen och röstade för USA:s självständighetsförklaring. Han deltog i självständighetskriget som officer och var den första och tredje guvernören av delstaten New York. Som guvernör tjänstgjorde han 1777-1795 och 1801-1804. Clinton var 1792 demokraternas kandidat till presidentposten, men föll igenom. Han var USA:s vicepresident under Thomas Jefferson och James Madison 1805-1812 och den första som avled i ämbetet. Förutom Clinton har även John C. Calhoun tjänstgjort som vicepresident för två presidenter.
Under många var Clinton staten New Yorks mäktigaste man och spelade en stor roll som ledare för den brittiskvänliga fraktionen inom demokratiska partiet.